# Синдром відмінника
Синдром відмінника — це психологічна категорія, до особливостей якої належить постійне та одержиме прагнення по досягненню виключно високих результатів у визначеній сфері діяльності (навчання, наукова діяльність, спорт, трудова діяльність тощо). Типові представники цього феномену мають безмежну внутрішню потребу бути досконалими та бездоганними, що досить часто супроводжується страхом невдачі або неготовність сприймати критичні зауваження. Такі особи виражають схильність до перфекціонізму, глибокої рефлексії, тривожності та емоційного виснаження через перманентну напругу та тиск.
За загальним правилом, зазначений синдром формується у дитинстві під впливом завищених соціальних очікувань, тиску з боку батьків або власних переконань про підвищену необхідність відповідати високим стандартам.

### Причини виникнення
Поведінковий патерн, такий як синдром відмінника, формується під впливом ряду факторів: генетичних особливостей, типу темпераменту, специфіки нервової системи та оточення, в якому людина виховується і розвивається.
Генетика відіграє важливу роль, оскільки деякі люди більш схильні до цього через особливості своєї нервової системи. Особам з більш лабільною нервовою системою властива вища тривожність та сильніше хвилювання за результати. Якщо вони ростуть у середовищі з високими вимогами та акцентом на досягнення, це може підсилювати розвиток синдрому.

### Характерні особливості
1. Підвищена вразливість до критики. При отриманні критичних зауважень така людина сприймає їх як серйозну загрозу. Замість об'єктивного аналізу висловлених зауважень, відразу виникає схильність до самоприниження. Відсутність задоволення від виконаної роботи пояснюється нездатністю досягти ідеального результату, що призводить до самоосуду.
2. Знижена самооцінка. Ці індивіди мають тенденцію недооцінювати власні досягнення і часто оцінюють себе в негативному контексті.
3. Залежність від зовнішньої оцінки. Такі люди не здатні самостійно оцінювати результати своєї діяльності й потребують постійного схвалення та підтвердження якості виконаних завдань з боку оточення.
4. Хронічна тривожність. Постійні тривожні думки можуть призводити до підвищеного рівня стресу і навіть панічних реакцій. Страх зробити помилку або виконати завдання недостатньо ідеально суттєво ускладнює ефективну діяльність.
5. Перфекціонізм у виконанні завдань. Особи з синдромом відмінника часто жертвують особистим часом, відпочинком та соціальними контактами заради досягнення максимального результату у виконанні завдань.
6. Страх перед новими завданнями. Через відсутність досвіду та високу ймовірність невдачі ці індивіди часто уникають нових викликів або завдань, що можуть призвести до можливих помилок.
7. Заздрість до успіхів інших. Такі люди важко переносять успіхи оточуючих і часто відчувають заздрість до чужих досягнень.
8. Надмірна реакція на незначні помилки. Навіть незначні помилки чи невдачі викликають у них сильне розчарування та глибокі емоційні переживання.[1]

### Допомога «вразливим» дітям
- Скорегувати очікування. Можливо, на дитину надто тиснуть, вимагаючи відмінних оцінок, ідеального порядку в кімнаті та перемог на змаганнях. Варто зосередитися на шкільному житті дитини, її інтересах і потребах, а не лише на оцінках.
- Оцінювати результати, а не просто бали. Хвалити потрібно, підкреслюючи досягнення, наприклад: «Молодець, що написав контрольну без помилок» або «Розумник, ти швидше багатьох пробіг стометрівку».
- Не зосереджуватися на поганих оцінках. Важливо пам'ятати, що високі оцінки не є запорукою успішного і щасливого життя. Якщо дитина має постійні труднощі, варто зрозуміти причини цього.
- Навчити дитину справлятися з невдачами. Помилки — це нормальне явище, і їх не слід сприймати як катастрофу. Світ не зруйнується, а любов близьких залишиться незмінною.
- Уникати порівняння з іншими. Краще порівнювати досягнення дитини з її попередніми результатами, наприклад: «Ти чудово розповів вірш, це набагато краще, ніж минулого разу».
- Не проєктувати власні мрії на дитину. Дайте їй можливість вибрати свій шлях.
- Вчити дитину радіти успіхам інших. Важливо виховувати в ній здатність підтримувати інших у їхніх досягненнях замість заздрощів.
- Не заохочувати прагнення до перемоги за будь-яку ціну. Слід формувати розуміння, що важливі не лише результати, а й сам процес.
- Не перевантажувати додатковими заняттями. Уникайте надмірного навантаження, що може призвести до стресу та виснаження.[2]

### Поради для дорослих
Щоб синдром відмінника не заважав якісному функціонуванню особи, важливо розвивати навички його подолання і, за потреби, звертатися за професійною допомогою.
Типові рекомендацій для дорослих, які страждають від синдрому відмінника:
1. Визнавати свої досягнення. Важливо усвідомлювати і приймати свої успіхи.
2. Встановлювати реалістичні цілі. Уникати завищених вимог до себе.
3. Підтримувати баланс між роботою та відпочинком, щоб запобігти емоційному виснаженню.
4. Консультуватися з психологом або психотерапевтом для роботи над самооцінкою.
5. Слідкувати за емоційними станами під час виконання завдань, особливо в умовах стресу.
6. Визначати цілі та розподіляти їх на менші етапи, що сприяє поступовому прогресу без перевантаження.
7. Піклуватися про фізичне та психічне здоров'я, забезпечуючи комфортні умови для діяльності.[3]